# Глібів (Кам'янець-Подільський район)
Глі́бів — село в Україні, у Новоушицькій селищній територіальній громаді Кам'янець-Подільського району Хмельницької області. До адміністративної реформи 19 липня 2020 року село належало до Новоушицького району. Населення становить 619 осіб (з 389 дворів).

## Символіка

### Герб
Золотий щит розділений на дві частини. У верхній частині на блакитному фоні розміщений колосок, що нахилений з права на ліво – символ хліборобства та безкраїх полів, що оточують село. У нижній частині на золотистому фоні – каштановий листок. Він уособлює древній парк, історичну пам'ятку культури, що знаходиться у центрі села.

### Прапор
Прямокутне полотнище складається з двох частин. Верхня половина прапора блакитного кольору, нижня – жовтого. З правого боку розміщено литок каштану зеленого кольору, який уособлює древній парк, історичну пам'ятку культури, що знаходиться у центрі села. Блакитний колір символізує колір неба, вдосконалення духу, жовтий – родючість та процвітання.

## Загальні відомості
Місцевість поселення рівнинна. З усіх сторін село тісно оточене іншими селами з територіальної селищної громади: Миржіївкою на півночі, Слободою на сході та Капустянами на півдні. Із західної сторони протікає річка Ушиця. Біля села знайдені невеликі поклади фосфоритів.
Найбільші з промислових та агротехнічних підприємств Глібова — Молокоприймальний пункт та СТОВ СК ФГ «Берегиня». Працюють млин, фельдшерсько-акушерський пункт та початкова загальноосвітня школа І-ІІІ рівнів навчання.
Гордістю села є колектив художньої самодіяльності, дитяча танцювальна група «Веселка» Глібівської ЗОШ та Футбольна і волейбольна команди.

### Історія
Перша згадка про село Глібів датується 1393 роком. Заснування Глібова пов'язане з монголо-татарською навалою. Втікаючи від Золотої Орди мешканці цих країв вибирали для поселення найглухіші («найглибші») лісові місця, тому і засноване село дістало назву Глібів. Першем володарем Глібова та належних тоді до нього сіл Гути Глібівської, Джурджівки, Мержіївки та Слободи був Василь Карачевський. У 15-16 століттях села був під владою Польської корони. Населення в основному займалося землеробством та скотарством.
Глібів позначений на «Генеральній карті України», або ж «Загальному плані Диких Полів, простіше кажучи Україна, з незалежними провінціями» («Generalis Camporum Desertorum vulgo Ukraina. Cum adjacentibus Provinciis») французького інженера Гійома Боплана(був на службі у польського короля, будував фортифікаційні споруди) виданій у 1648 році у Данцигу.

Восени 1793 року населенні пункти теперішньої Глібівської сільської ради разом з усією правобережною Україною внаслідок анексії входять до складу Російської імперії. Дуже часто змінюються володарі сіл. Ними були: Васильківський Адам, Янчевський Тадеуш, Рудьковський Іван, родина Зеленевських. У 1869 році села викупив граф Юхим Васильович Путятін, російський адмірал, державний діяч та дипломат. Він привіз із собою японців, які в центрі Глібова заснували прекрасний парк з оранжереями. Пізніше у володіння маєтком у Глібові та прилеглих селах вступив його син, відставний полковник гвардії Євген Юхимович Путятін.
Відносини між мешканцями сіл і поміщиками були дуже непрості. У 1897 році граф продав глібівську маєтність князю В. Н. Львову, який володів селами до Жовтневого перевороту. На початку 20 століття остаточно склалася єдина зона сіл, що входять нині до Глібівської сільської ради. Селом тоді називався лише Глібів, так як мав дві церкви. Одну парафіяльну й церкву святого Василя Великого — домову церкву при маєтку Львових.
Напередодні війни (1940 рік) у Глібові була поліклініка, двоє дитячих ясел, школа, цегляна майстерня. Німецько-радянська війна у Глібів вступила 4 липня 1941 року та затрималася на довгих 2 роки та 9 місяців. За роки окупації з сіл було вивезено 120 молодих людей на примусові роботи в Німеччину.

## Пам'ятки історичного та природоохоронного фонду місцевого значення
- Парк, початок XIX ст.
- Глібівський гідрологічний заказник, 101,3 га
- Маєток адмірала Путятіна та графа Львова
- Будинок управляючого (мурований), нині пошта; господарська будівля (кузня), нині склад (мур.); економія, нині колгосп, кін. XIX ст. — поч. ХХ ст.
- Зерносховище (мур.), майстерні (мур.), комори (мур.), водонапірна башта (мур.), не використовується
- Покровська церква (мур.), діюча, 1896 р. Збудована у 1875—1886 рр. на місці старої дерев'яної[3]

## Відомі уродженці
- Копержинський Костянтин Олександрович (1894—1953) — український і російський літературознавець, історик української літератури і театру, фольклорист, етнограф, бібліограф.
- Кутковський В'ячеслав Володимирович (1988—2015) — солдат Збройних сил України, учасник російсько-української війни[4]

## Галерея

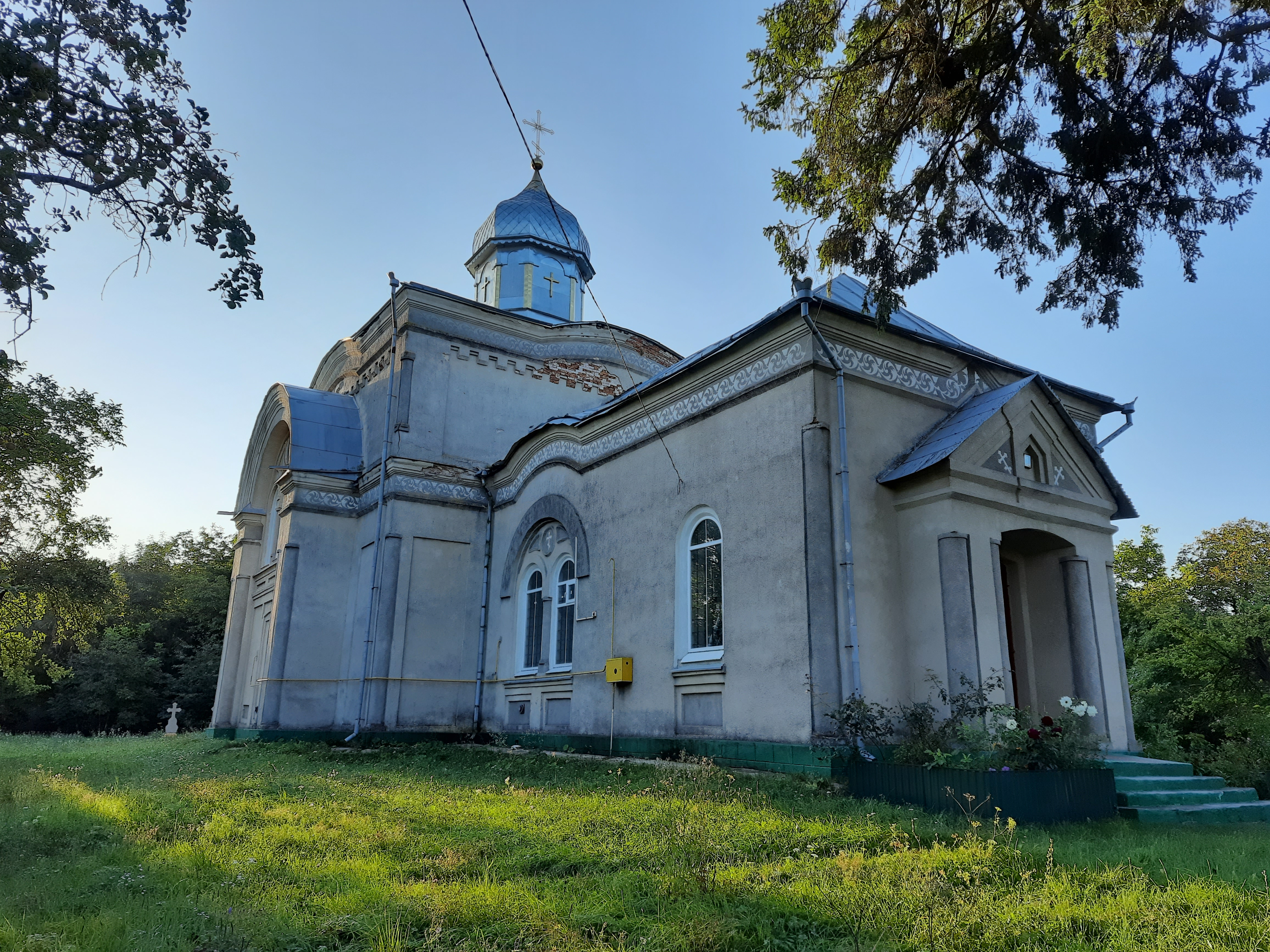
Покровська церква
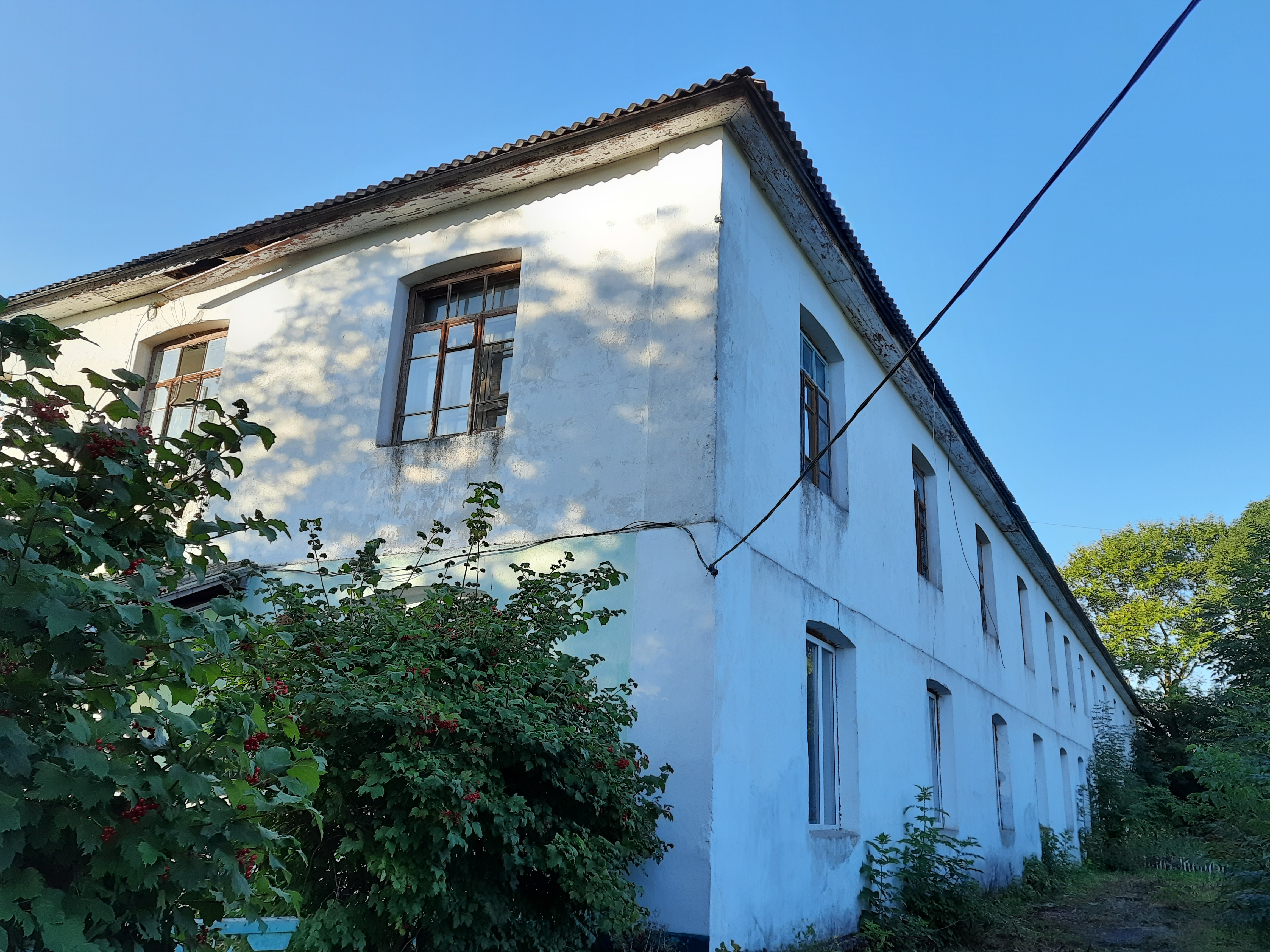
Комплекс споруд садиби графа Львова
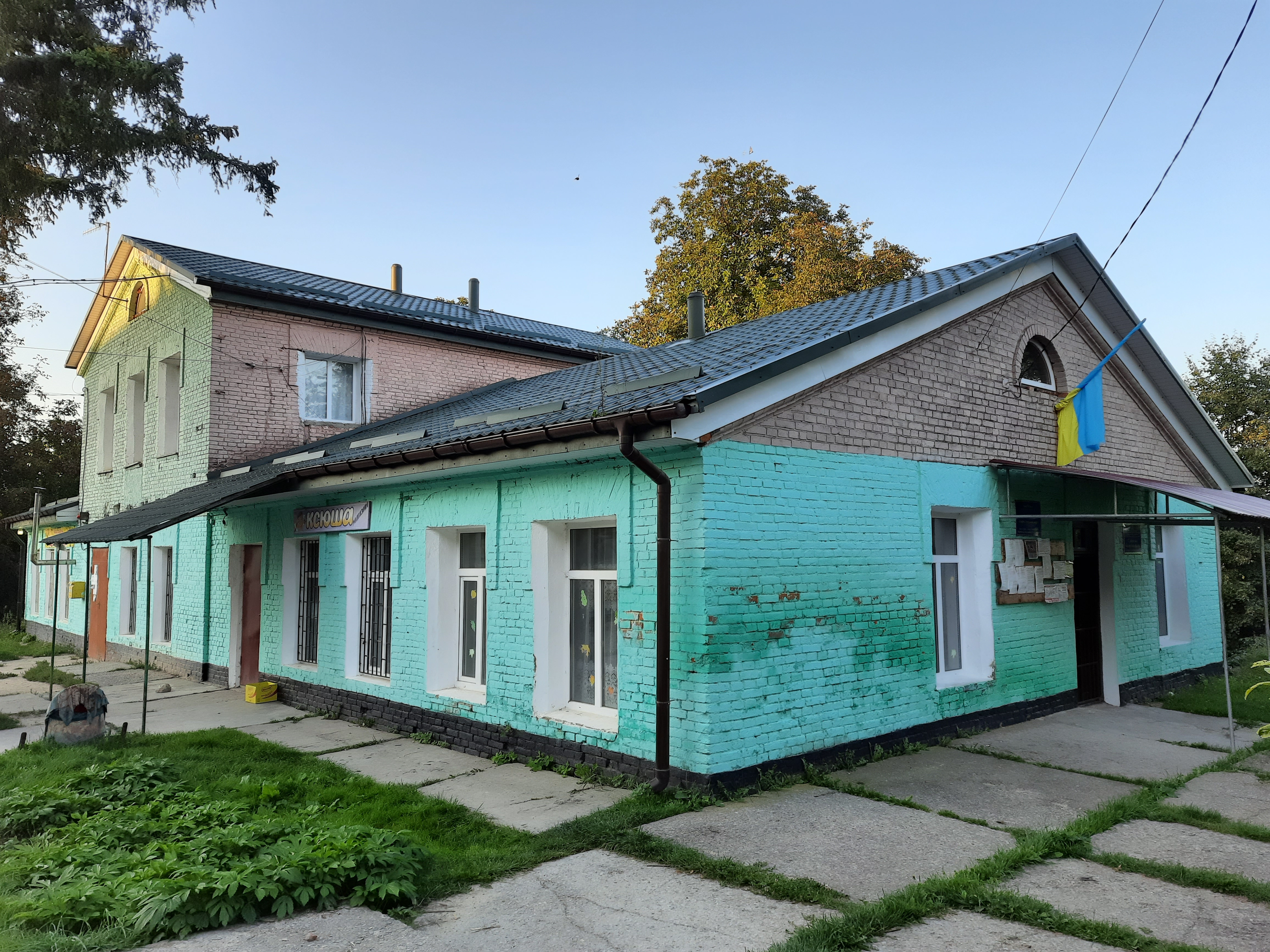
Будинок управляючого
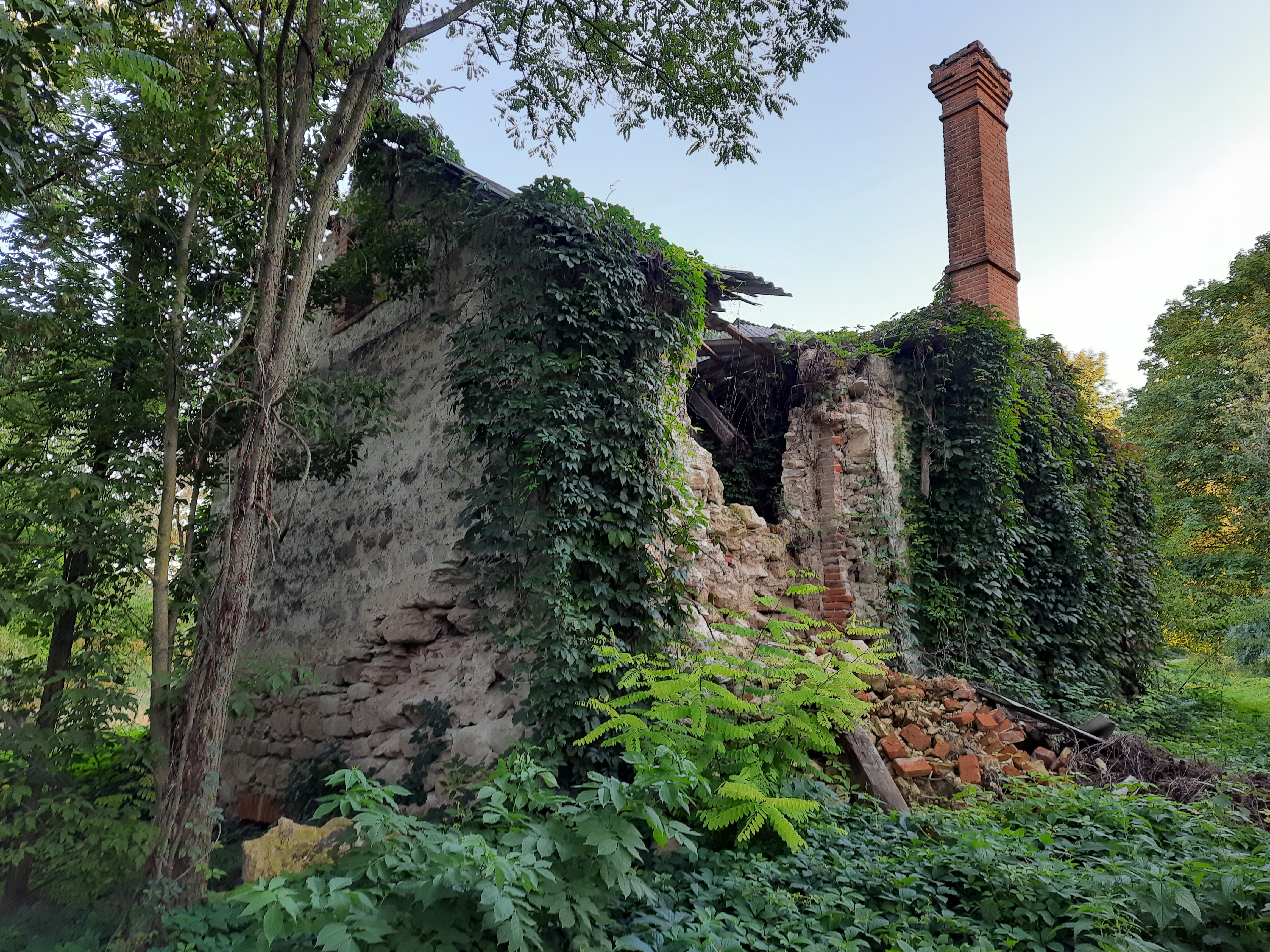
Майстерня
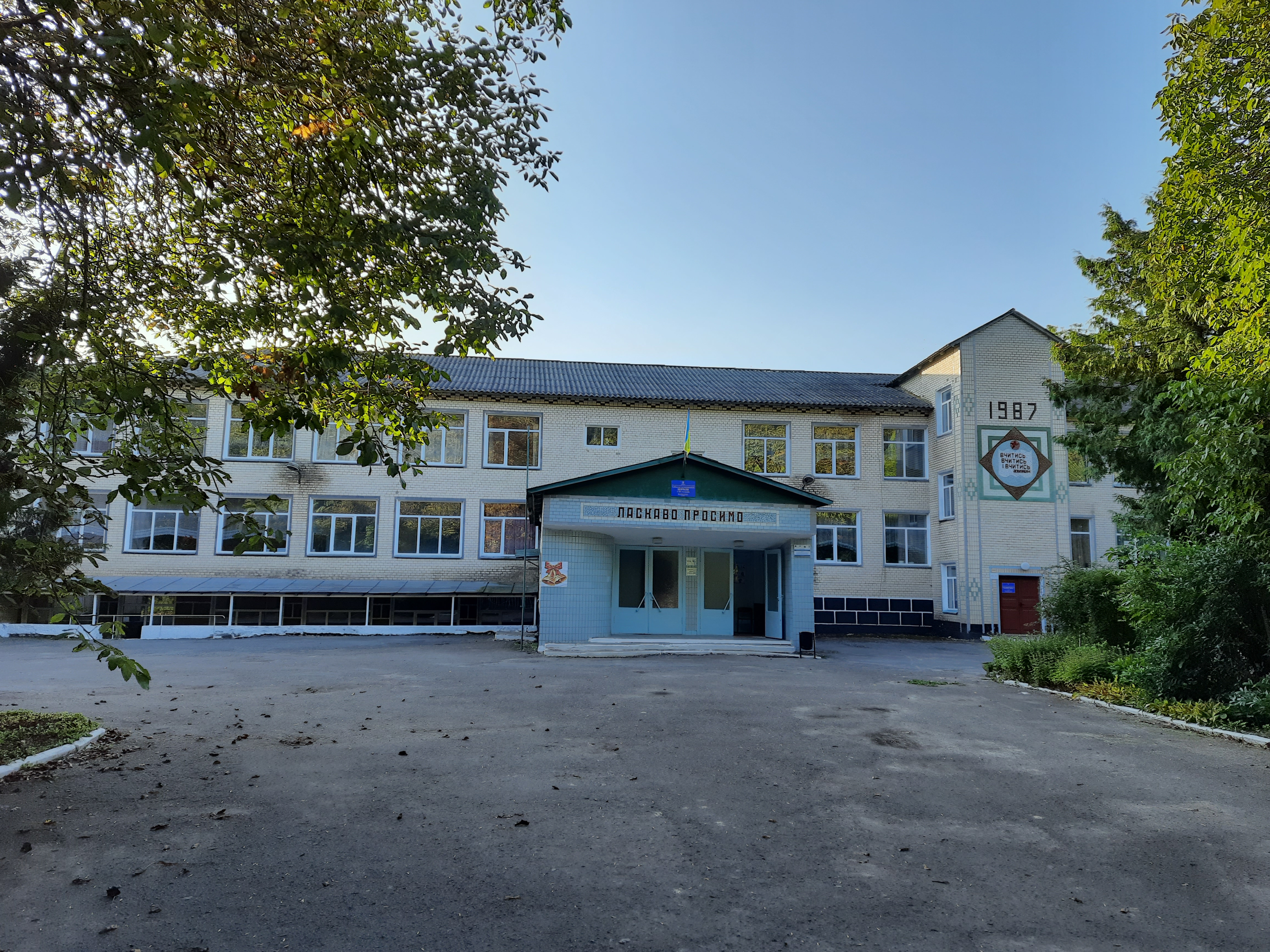
Школа
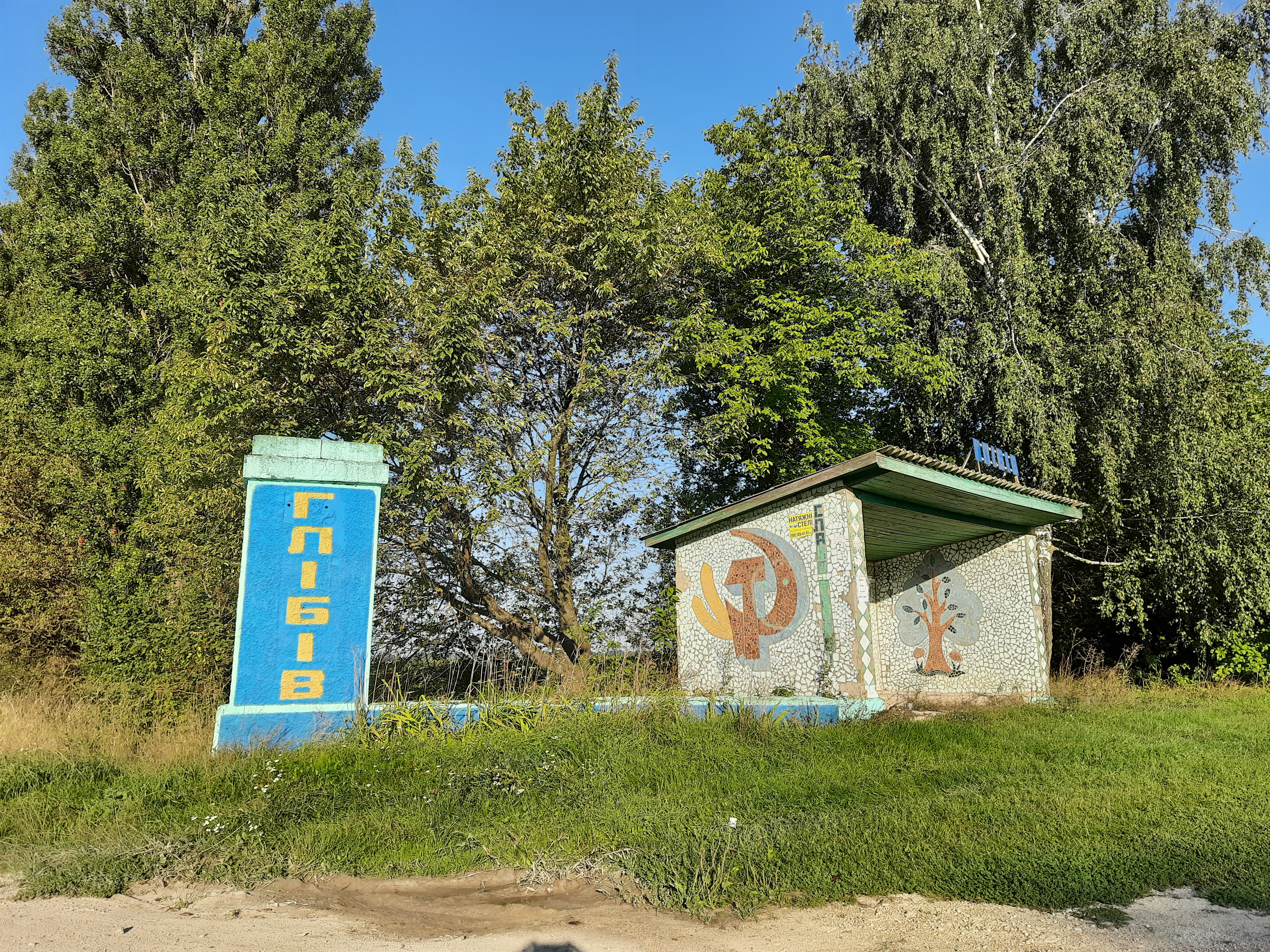
Автобусна зупинка біля села
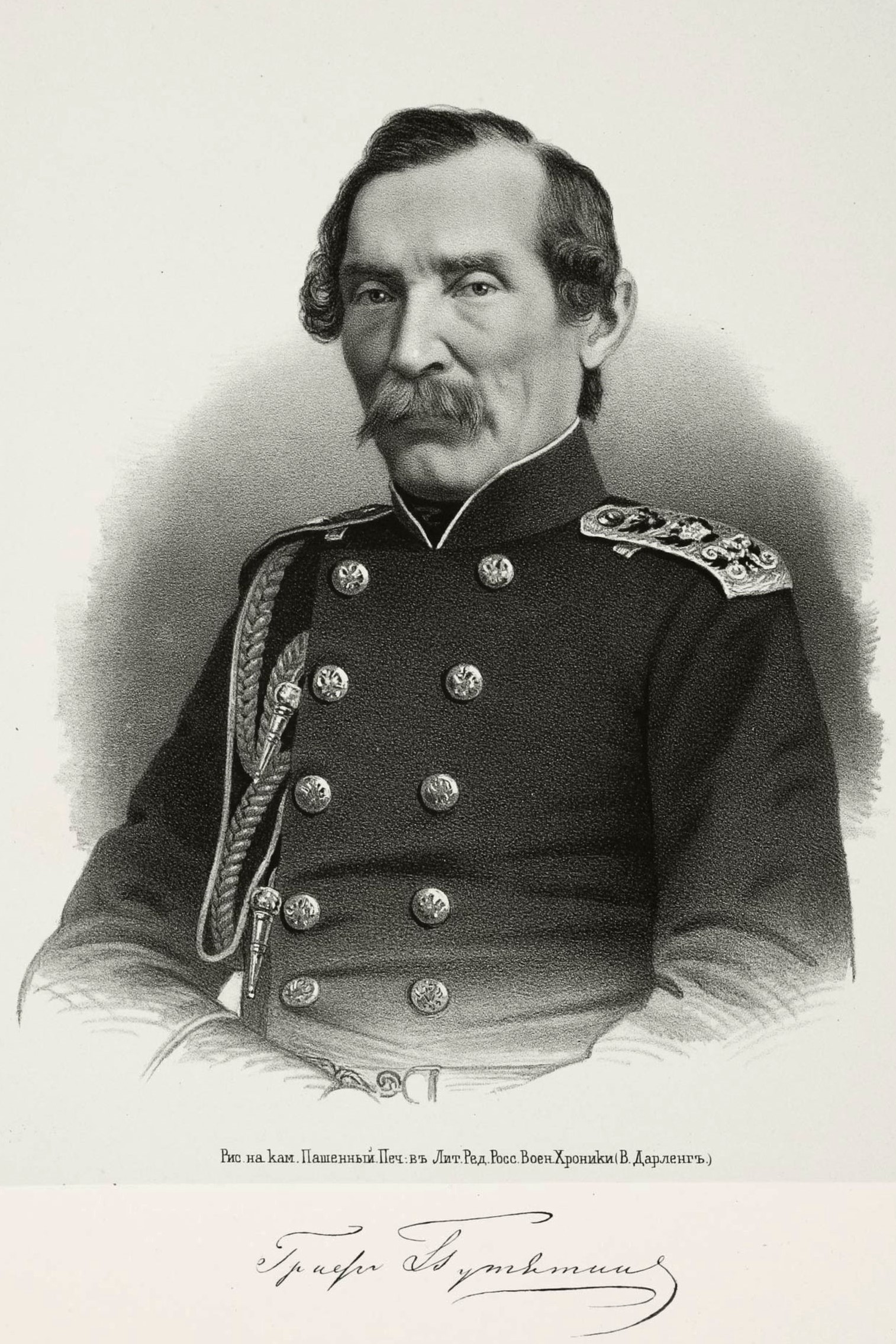
Путятін Юхим Васильович